# Глотка

Ділення глотки на носоглотку, ротоглотку, гортаноглотку

Гло́тка, про́лиг, горлянка (лат. pharynx, грец. φάρυγξ) — лійкуватий канал завдовжки 11—12 см, звернений розширеною частиною краніально й сплющений у дорсовентральному напрямку. Зовнішня частина глотки зрощена з основою черепа. На рівні межі 6 й 7 шийних хребців глотка (пролиг) переходить у стравохід. У дорослої людини глотка вдвоє довша від рота. У глотці перехрещуються шляхи повітря та їжі.
У порожнині глотки виділяють три частини: носову, ротову й гортанну (відповідно: носоглотка або носопролиг чи носогорло; ротоглотка чи ротогорло; гортаноглотка чи гортаногорло). Спереду носогорло сполучається з носовою порожниною через хоани, ротогорло з порожниною рота сполучається зівом, гортаногорло гортанним отвором сполучається з гортанню. Задня стінка глотки відділена від передньої поверхні хребта прошарком рихлої сполучної тканини, тому глотка рухлива. На рівні хоан на бічних стінках носоглотки з обох боків містяться глоткові отвори слухових (Євстахієвих) труб, крізь котрі порожнина середнього вуха сполучається з довкіллям. Поблизу цього отвору (між ним і піднебінною занавіскою) містяться трубні мигдалики. На межі між верхньою і задніми стінками глотки розташовується непарний глотковий мигдалик. Стінка глотки складається з 3 шарів: зовнішня оболонка побудована із сполучної тканини, м'язова оболонка (5 м'язів та сполучнотканинних отворів — швів), слизова оболонка (є продовженням слизової оболонки носа та рота, вкрита багатошаровим війчастим епітелієм)

## Функції
У ротовій частині глотки перехрещуються дихальний і травний шляхи. З порожнини носа повітря проходить через хоани в гортань. При цьому м'яке піднебіння опускається, а надгортанник піднімається. М'язи глотки послідовно скорочуються і проштовхують їжу у стравохід.